# Claude Fagedet
Pour les articles homonymes, voir Fagedet.
Œuvres principales
- Gruissan
- Gruissan, les chalets : de 1900 à nos jours
- L'histoire de Narbonne racontée à mes filles

Claude Fagedet, né le 31 mars 1928 à Narbonne et mort le 26 juin 2017 dans la même ville, est un photographe français.
Il est peut-être l’un des photographes de la région narbonnaise les plus célèbres et a couvert les plus grands évènements de sa ville.

## Biographie
Héritier de son père, Henri, lui-même photographe, Claude Fagedet est né dans un bac de révélateur. Il n’est entré en photographie qu’après son service militaire alors qu'il avait entamé une licence d’espagnol. Il officiera au  « Studio Henri » situé sur le cours de la République à Narbonne, créé en 1933 par son père, jusqu’à sa retraite le 14 mai 1995.
Dans le cadre de sa profession, Claude a également été pendant vingt ans membre du conseil d’administration d’une centrale d’achat pour photographes. Il fut également président du syndicat départemental des photographes.
À trois reprises, en 1972, 1979, et 1982, il s’est présenté au concours de meilleur ouvrier de France et a décroché trois médailles d’argent, devenant le « Poulidor de Narbonne. »[citation nécessaire]
Figure narbonnaise, il affirme la présence de l’art photographique à Narbonne. Claude a capté les images des évènements, non seulement comme photographe de presse, « pressé » par le quotidien, mais en authentique témoin, égalant par ses techniques les meilleurs photographes de France.
S'il a pendant toutes ces années été un témoin privilégié de la vie narbonnaise en étant photographe de presse pour les trois journaux locaux, Claude a profité de tous ses congés pour voyager.
Il voyage aux quatre coins du monde pour son plaisir, pour des images qui ne sont qu’à lui : d’abord l’Europe entière en voiture et caravane avec femme et enfants, puis c’est le Japon, l’Inde, la Thaïlande,la Chine, plusieurs pays d’Afrique noire et d’Amérique latine.
Chaque fois, il ramène des moissons de clichés qui serviront à de nombreuses reprises lors des expositions du Photo Caméra Club de Narbonne dont il est l'un des membres les plus actifs.
Depuis qu’il est à la retraite, en même temps qu’il continue à satisfaire sa passion de l’image dans les clubs d’amateurs, il consacre son temps et ses activités à rassembler une collection de clichés anciens sur la Ville et sa région. Habitué de la presse locale qui met en lumière les vernissages et dédicaces consacrées à ses œuvres, il intervient également à de nombreuses reprises à l’Académie du temps libre de Narbonne en tant qu’historien.
Fervent défenseur de la photo argentique, il s’est cependant orienté vers la photo numérique, tout en ne reniant pas sa préférence pour la première formule qu’il juge apte à affronter les épreuves du temps.

## Ouvrages
- L'abbaye de Fontfroide
- Gruissan, les chalets : de 1900 à nos jours[3] - 1989
- L’histoire de Narbonne racontée à mes filles[4], 2004
- Gruissan, 2005
- Magné, une vie d'errance, 2015

### Ouvrages illustrés par Claude Fagedet
Liste non exhaustive de livres contenant des photos de Claude Fagedet :
- Linda Bastide, Narbonne ou les Jardins d’Antoine[5], 2008 (médaille Vermeil de l’Académie Internationale de Lutèce)
- André Mècle, Narbonne : Métamorphes[6]

## Expositions et conférences
- Gruissan,  les chalets : de 1900 à nos jours[3] - juillet 1995
- Narbonne dans les années 1930 - mai
- Le Guatemala - octobre 1997 et novembre 2000
- Images volées de la vie quotidienne» à la maison Gibert, avec André Subirana – octobre 1997
- Narbonne années 1940, mémoire d’une ville - mai 1998
- En Chine, les minorités du sud-ouest - septembre 2001 et mai 2002
- L'Aude, … un fleuve fantasque. De 500 av J.C. à ce jour - 2010
- Voyage à travers le monde, Maison de la Région - décembre 2010
- Des clics sur les barques[7] - novembre 2011

## Récompenses et distinctions
- Médaille de bronze de la reconnaissance artisanale décernée en 1995 par les chambres de métiers de France.
- 1er prix noir et blanc lors d’un  concours régional de photographie en mars 2007.

Il est interviewé plusieurs fois par les médias télé notamment pour le JT de TF1 lors d’un reportage sur Gruissan en mai 2005 et de France.